# Nebuloasă solară

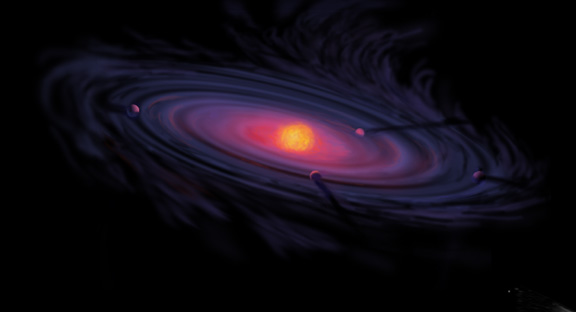
Reprezentare artistică a unui sistem planetar în formare.

Ipoteza nebuloasei solare (SNDM, acronim pentru modelul englezesc Solar Nebular Disk) este modelul cel mai acceptat de comunitatea științifică pentru a explica formarea Sistemului Solar și, în general, a planetelor și a sistemului planetar. În prima sa formulare, ipoteza a fost propusă în 1734 de Swedenborg și ulterior reluată și adaptată de Kant, care recunoaște deschis aportul adus de Lucretius și Laplace în conceperea ei, de unde rezultă și denumirea alternativă de model Kant-Laplace.
Procesul de formare planetară este strâns legat de cel de formare a stelelor și constituie un produs secundar al acesteia. Conform modelului standard de formare a stelelor, nașterea unei stele are loc prin colapsul unui nor molecular, al cărui produs este o protostea. Îndată ce steaua în curs de dezvoltare încheie această fază și intră în pre-secvența principală, discul care a mediat acreția sa devine protoplanetar; temperatura acestuia scade, permițând formarea de grăunți mici de praf alcătuiți din rocă (în principal silicați) și gheață de diferite feluri, care la rândul lor se pot topi pentru a genera blocuri de câțiva kilometri, planetezimale. Dacă masa discului este suficient de mare, într-o perioadă de timp astronomic scurtă (100 000–300 000 de ani) planetezimalele pot fuziona unele cu altele pentru a da naștere la embrioni planetari, numiți protoplanete, care, într-un interval de timp cuprins între 100 de milioane și un miliard de ani, trec printr-o fază de ciocniri violente și fuziuni cu alte corpuri similare; rezultatul final va fi formarea unor planete telurice.
Formarea giganților gazoși este în schimb un proces mai complicat, care ar avea loc dincolo de așa-numita linie de îngheț, regiune populată de un număr mare de protoplanete înghețate mai mari decât cele exclusiv stâncoase. Nu este complet clar ce se întâmplă în urma formării protoplanetelor înghețate; totuși, se pare că unele dintre acestea, din cauza ciocnirilor, cresc până ating o masă de aproximativ 10 mase terestre, dincolo de care s-ar declanșa un proces de creștere, asemănător celui pe care a suferit-o steaua, dar la scară mai mică, pornind de la hidrogenul și heliul acumulate în regiunile externe ale discului. Această fază se încheie cu epuizarea gazelor disponibile. Ulterior, în urma interacțiunilor cu discul rezidual, planeta suferă un proces de migrare orbitală, mai mult sau mai puțin accentuat în funcție de amploarea interacțiunilor. Se crede că giganții de gheață, cum ar fi Uranus și Neptun, constituie „nuclee eșuate”, formate atunci când majoritatea gazelor au fost epuizate.
Nu toate stelele sunt capabile să creeze condițiile necesare pentru a permite formarea planetelor: de fapt, cele mai masive stele, din clasa O și B, emit o suficientă cantitate de radiație și vânt încât să elimine complet ceea ce rămâne din discul de acreție, dispersând astfel materia primă pentru formarea de noi planete.